# برگه نوتیلو
برگه نوتیلوس (به انگلیسی: Breguet Nautilus) یک هواگرد ساختِ کارخانهٔ برگه اویاسیون در کشور فرانسه است . این هواگرد برای نخستین بار در ۱۹۳۹ میلادی مورد استفاده قرار گرفت.